# 11. november
11. november er dag 315 i året i den gregorianske kalender (dag 316 i skudår). Der er 50 dage tilbage af året.
Mortensdag – eller Martins dag. Dagen har fået navn efter biskop Martin af Tours, som blev født i Pannonien (i det nuværende Ungarn) i ca. 316 og døde i Candes 8. november 397.
I gammel nordisk tradition tog man varsler for vejret: "Hvis 3 sandkorn fryser sammen om natten (mellem 10. og 11. november), så fryser alle nætterne sammen (streng vinter)".
Markedsføres som Singles' Day (enliges dag, kinesisk 光棍节, Guānggùn Jié) på grund af de mange ettaller i 11/11.

### Begivenheder
Født - Dødsfald
- 1500 - Ludvig 12. af Frankrig og Ferdinand 2. af Aragonien enes om at dele Kongeriget Neapel mellem sig.
- 1572 - Den danske astronom Tycho Brahe observerer en ny stjerne, "Stella Nova", på himlen. Den befinder sig i stjernebilledet Cassiopeia.
- 1675 - Gottfried Leibniz introducerer integralregning til at finde arealet under grafen for ligningen y = f(x).
- 1842 - Den sønderjyske politiker Peter Hiort Lorenzen demonstrerer i Stænderforsamlingen i Slesvig med en berømt tale, hvor han "talede dansk - og vedblev, at tale dansk!".
- 1843 - H.C. Andersens eventyr Den grimme ælling publiceres første gang i samlingen Nye Eventyr.
- 1889 - Washington bliver USA's 42. stat.
- 1899 - Richard Strauss' symfoniske digt "Don Juan" opføres for første gang.
- 1918 - 1. verdenskrig: I en jernbanevogn i Compiègne-skoven i Frankrig indgår Tyskland og Ententen (de allierede) en aftale om  våbenstilstand, der træder i kraft kl. 11.00. Dermed var kamphandlingerne på vestfronten slut.
- 1918 - Republikken Polen erklæres som selvstændig.
- 1944 - Den tyske terrorgruppe “Peter-gruppen” raserer forretningsgaden Bispensgade i Aalborg ved flere sprængninger.
- 1965 - Den hvide minoritet under premierminister Ian Smith i Rhodesia erklærer landet uafhængigt af Storbritannien.
- 1970 - I Glasgow taber det danske fodboldlandshold 1-0 til Skotland.
- 1973 - Hvidovre IF bliver danske mestre i fodbold efter at have spillet 1-1 mod AaB i sidste runde.
- 1975 - Ni omkommer ved en brand på Nørrebros ”sorte firkant”.
- 1977 - Bombe fra Bombemanden fra Gladsaxe findes i en sandkasse på Enghavegård skole i Gladsaxe.
- 1987 - På en kunstauktion på Sotheby’s i New York bliver et maleri af Vincent van Gogh (Iriser fra 1889) solgt til en anonym køber for 53,9 millioner dollar - cirka 350 millioner kr. Prisen er på det tidspunkt den højeste, der nogensinde er betalt for et maleri. Den tidligere rekord lød på 280 millioner kr. for et andet van Gogh maleri.
- 1987 - Tjekkoslovakiets fodboldlandshold vinder 2-0 over Wales, og dermed bliver Danmarks fodboldlandshold vinder af kvalifikationspuljen til EM i 1988 i Vesttyskland. Den danske målscore er så beskeden som 4-2. Danmark er faktisk det mindst scorende hold i puljen sammen med Finland, der blev sidst.
- 1988 - Australieren Simon Robinson udfører det højeste videnskabeligt målte skrig, der nogensinde er målt. Hans skrig bliver målt til 128 decibel.
- 1989 - Mimi Jakobsen efterfølger sin far, Erhard Jakobsen, som formand for partiet Centrum-Demokraterne.
- 1992 - Janni Spies-Kjær overdrager en del af Spies-koncernen til sin mand Christian Kjær.
- 1993 - Mindst 17 omkommer, da en tankbil eksploderer på motorvejen mellem Paris og Bordeaux i Frankrig.
- 1994 - For 30,8 millioner dollars sikrer den amerikanske milliardær Bill Gates sig et illustreret manuskript af Leonardo da Vincis ”Codex Hammer”, hvor forfatteren forudsiger opfindelsen af undervandsbåden og dampmaskinen. Bill Gates bliver dermed den eneste privatperson, der ejer et originalt Leonardo da Vinci manuskript. Prisen gør det også til historiens dyreste manuskript.
- 2004 - Yasser Arafat bekræftes død af PLO, og Mahmoud Abbas udpeges til ny leder af organisationen.

### Født
- 1050 - Henrik 4., kejser af det tysk-romerske rige (død 1106).
- 1821 - Fjodor Mikhajlovitj Dostojevskij, russisk forfatter (død 1881).
- 1849 - Martin Nyrop, dansk arkitekt (død 1921).
- 1869 - Viktor Emmanuel 3., italiensk konge (død 1947).
- 1881 - Julius Hartmann, dansk fysiker (død 1951).
- 1882 - Gustav 6. Adolf, svensk konge (død 1973).
- 1885 - George Patton, amerikansk general (død 1945).
- 1887 - Lilly Lamprecht, kgl. dansk kammersanger (død 1976).
- 1915 - Kjeld Jacobsen, dansk skuespiller (død 1970).
- 1916 - Robert Carr, britisk politiker (død 2012).
- 1922 - Kurt Vonnegut, amerikansk forfatter. (død 2007).
- 1926 - Grethe Thordahl, dansk skuespillerinde (død 2004).
- 1929 - Hans Magnus Enzensberger, tysk forfatter (død 2022).
- 1935 - Bibi Andersson, svensk skuespillerinde (død 2019).
- 1945 - Daniel Ortega, nicaraguansk frihedskæmper og præsident.
- 1948 - Vincent Schiavelli, amerikansk skuespiller (død 2005).
- 1955 - F.P. Jac, dansk digter og forfatter (død 2008).
- 1960 - Stanley Tucci, amerikansk skuespiller.
- 1962 - Demi Moore, amerikansk skuespillerinde.
- 1964 - Calista Flockhart, amerikansk skuespillerinde.
- 1969 - Claus Riis Østergaard, dansk skuespiller.
- 1972 - Camilla Ottesen, dansk studievært.
- 1974 - Leonardo DiCaprio, amerikansk skuespiller.

### Dødsfald
- 1561 - Hans Tausen, dansk teolog, biskop og reformator (født 1494).
- 1569 - Daniel Rantzau, dansk feltherre (født 1529) - død i krig.
- 1855 - Søren Kierkegaard, dansk filosof og forfatter (født 1813).
- 1922 - Zakarias Nielsen, dansk forfatter (født 1844).
- 1926 - Viggo Helsted, dansk marinemaler (født 1861).
- 1945 - Jerome Kern, amerikansk komponist (født 1885).
- 1961 - Marius Jacobsen, kgl. dansk kammersanger (født 1894).
- 1971 - Axel Christian Kristensen, dansk politiker, minister og direktør (født 1895).
- 1973 - Artturi Ilmari Virtanen, finsk kemiker og akademisk, Nobelprisen i kemi prismodtageren (født 1895).
- 1976 - Eigil Reimers, dansk skuespiller (født 1904).
- 1979 - Dimitri Tiomkin, ukrainsk-født komponist (født 1894).
- 1989 - Holger Boland, kgl. dansk operasanger og skuespiller (født 1905).
- 2002 – Søren Løvtrup, dansk biolog, zoolog, forfatter og professor (født 1932).
- 2004 - Yasser Arafat, palæstinensisk leder og modtager af Nobels fredspris (født 1929).
- 2004   - Dayton Allen, amerikansk skuespiller (født 1919).

|  | Denne datoartikel kan blive bedre, hvis der indsættes et (bedre) billede Du kan hjælpe ved at afsøge Wikimedia Commons for et passende billede eller uploade et godt billede til Wikimedia Commons iht. de tilladte licenser og indsætte det i artiklen. |